# Тверская городская дума
Тверская городская Дума (ТГД) — представительный однопалатный орган местного самоуправления Твери, является постоянно действующим высшим и единственным органом представительной власти города. Тверская Дума была учреждена  Екатериной Второй  в 1785 году. Современная история Думы связана с событиями 1993 года, когда, согласно новой Конституции РФ, на смену Советам депутатов пришли городские Думы. В настоящее время Тверская городская Дума состоит из 25 депутатов, избираемых населением города на пятилетний срок полномочий с применением смешанной, мажоритарно-пропорциональной системы. Руководит Думой Председатель. Занимает одно из четырёх симметрично расположенных зданий на площади Ленина.

## Фракции
| Фракция       | Руководитель | Кол-во депутатов |
| ------------- | ------------ | ---------------- |
| Единая Россия |              | 25               |